# Mygale M14-F4
El Mygale M14-F4 es un monoplaza de carreras presentado en 2014 por el fabricante francés Mygale.

## Campeonatos
El Mygale M14-F4 esta o estuvo presente en los siguientes campeonatos:
| Desde | Campeonatos                    | Ref   |
| ----- | ------------------------------ | ----- |
| 2015- | Campeonato NACAM de Fórmula 4  | [ 3 ] |
| 2017- | Campeonato de Fórmula 4 Danesa | [ 4 ] |
| 2018- | Campeonato Francés de F4       | [ 5 ] |

### Antiguos usuarios
Algunos campeonatos dejaron de utilizar el M14-F4, ya sea porque dejaron de hacerse como porque pasaron a la versión mejorada M21-F4:
| Desde     | Campeonatos                                  | Ref   |
| --------- | -------------------------------------------- | ----- |
| 2015-2023 | Campeonato de China de Fórmula 4             | [ 6 ] |
| 2015-2021 | Campeonato de F4 Británica                   | [ 7 ] |
| 2021      | Campeonato de Argentina de Fórmula 4         | [ 8 ] |
| 2016-2019 | Campeonato del Sudeste Asiático de Fórmula 4 | [ 9 ] |